# Rekonq
Rekonq was een vrije webbrowser die gebruikmaakt van de layout-engine WebKit. Het was de standaardwebbrowser in Kubuntu 10.10 en Chakra Linux. De webbrowser werd ontwikkeld door het KDE-team. Sinds 25 mei 2010 maakte rekonq deel uit van KDE Extragear. In tegenstelling tot Konqueror, die jaren de standaard webbrowser in KDE was, was rekonq een eenvoudige en alleenstaande browser. De broncode was oorspronkelijk gebaseerd op QtDemoBrowser van Qt Development Frameworks.
Sinds 2015 is de ontwikkeling gestaakt. Sindsdien wordt weer meer tijd gestoken in de ontwikkeling van Konqueror en tevens in de opvolger van Rekonq, Falkon.

## Functies
De browser rekonq integreert met de KDE-omgeving: bestanden worden gedownload via het KDE-downloadsysteem, bladwijzers worden gedeeld met Konqueror en er is ondersteuning voor KIO. Rekonq bezit de meeste functies van een moderne webbrowser:
- Tabbladen
- Een adresbalk
- Advertentiefilter
- Ondersteuning voor plug-ins (Flash, Java)
- Proxy-ondersteuning
- Inspectiegereedschap voor ontwikkelaars
- Privénavigatie
- Tabbladen vastzetten

## Versiegeschiedenis
| Versie | Uitgavedatum     |
| ------ | ---------------- |
| 1.2    | 6 oktober 2012   |
| 2      | 29 december 2012 |
| 2.1    | 27 januari 2013  |
| 2.2    | 28 februari 2013 |
| 2.3    | 28 april 2013    |
| 2.4    | 15 november 2013 |